# Belle Grand Fille
Belle Grand Fille, de son véritable nom Anne-Sophie Doré-Coulombe, née au Lac Saint-Jean, est une auteure-compositrice-interprète québécoise.

## Biographie
Née au Lac Saint-Jean, elle obtient son diplôme en Interprétation chant Jazz à l’Université de Montréal en 2017. En 2018, Belle Grand Fille remporte la finale du concours Ma première Place des Arts.
Le 29 mars 2019, elle sort son premier EP Maille par maille. Avec ce mini-album, elle part en tournée au Québec et en France. Elle participe aux Chemins d’écriture de Tadoussac et elle collabore comme choriste avec le chanteur acadien P’tit Belliveau sur Greatest Hits Vol. 1.
Elle signe avec le label L-A be en 2020 et son album Nos maisons parait le 19 mars 2021. L'album est nommé au Gala de l'ADISQ 2021 dans la catégorie « Album de l'année - Adulte contemporain », au GAMIQ 2021 dans les catégories « Révélation de l'année » et « Album Pop de l'année » et au Prix de musique folk canadienne 2022 dans la catégorie « Auteur-compositeur francophone de l’année ».

## Collaborations
- 2019: P'tit Belliveau - Greatest Hits Vol. 1
- 2019: Film d'André Forcier - Les fleurs oubliées (chanson Allumette)
- 2022: Alphonse Bisaillon - Alphonse Bisaillon (chanson Tout est accessoire)

## Vidéoclips
- Maille par maille
- L'escalier
- Ramenez-moi
- Ton grand rire

## Prix et distinctions
- 2021: Nomination au Gala de l'ADISQ dans la catégorie « Album de l'année – Adulte contemporain » pour l'album Nos maisons[7]
- 2021: Nomination au GAMIQ dans les catégories « Révélation de l'année » et « Album Pop de l'année » pour l'album Nos maisons[8]
- 2022: Nomination au Prix de musique folk canadienne dans la catégorie « Auteur-compositeur francophone de l’année » pour l'album Nos maisons[9]